# Bitva u Horaniu
Všechny časy jsou uváděny v časové zóně Šalomounových ostrovů GMT+11
Bitva u Horaniu (anglicky: Battle off Horaniu; japonsky: 第一次ベララベラ海戦 Dai-ičidži Berarabera kaisen ~ První námořní bitva u Vella Lavella) byla jedna z námořních bitev druhé světové války v Pacifiku mezi japonským a americkým námořnictvem. Odehrála se v noci ze 17. na 18. srpna 1943 u ostrova Vella Lavella v Šalomounových ostrovech, když se skupina čtyř amerických torpédoborců pokusila zastavit japonský konvoj s posilami pro Horaniu krytý čtyřmi japonskými torpédoborci. Po asi půlhodinovém boji sice Američané dokázali poškodit dva japonské torpédoborce, ale konvoj nezastavili.

## Pozadí
Po ztrátě základny v Munda (5. srpna dobyto letiště), porážce v bitvě v zálivu Vella (noc 6.-7. srpna) a americkém vylodění na Vella Lavella (15. srpna – Američané tak obešli silnou japonskou posádku na Kolombangaře) se japonské velení rozhodlo o stažení svých jednotek ze středních Šalomounů. Jednotky měly být stahovány do Horaniu (7°42′ j. š., 156°43′ v. d.) na severu ostrova Vella Lavella, kde měla být vybudována základna bárek.

## Bitva

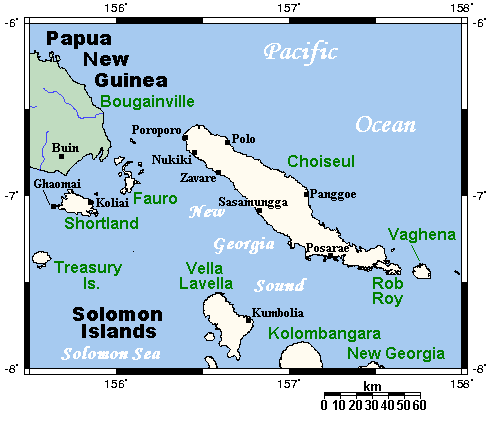
Bitva se odehrála severně od Vella Lavella. Mapa v Harovi na str. 187 ukazuje pozici Sazanami a Hamakaze ve 0:40 jako

V 5:00 17. srpna vyplul z Rabaulu Japonský svaz kontradmirála Macudži Idžúina složený z torpédoborců Sazanami (vlajkový), Hamakaze, Šigure a Isokaze. Idžúinovy jednotky měly poskytnout krytí transportnímu konvoji, který vyplul z Buin na jihovýchodě Bougainville ve 12:27 téhož dne. Podle Hary (tou dobou velitel 27. kučikutai [駆逐隊 ~ divize torpédoborců] na Šigure) se konvoj skládal z 20 vyloďovacích bárek (daihacu) a přepravoval posilu 400 mužů pro Horaniu. Podle O'Hary měl ale konvoj celkem 22 plavidel: dva pomocné stíhače ponorek, 15 daihacu (dva ozbrojené), čtyři motorové torpédové čluny a pancéřový člun.
Již krátce po vyplutí z Rabaulu byly japonské torpédoborce zpozorovány průzkumem a z Purvis Bay (9°9′ j. š., 160°15′ v. d.) na Floridě proti nim vypluly čtyři torpédoborce USS Nicholas, USS O'Bannon, USS Taylor a USS Chevalier kapitána Thomase J. Ryana.
Japonský konvoj se setkal s doprovodnými torpédoborci. Přibližně ve 23:30 byly torpédoborce napadeny osmi letouny. O'Hara píše o Avengerech, zatímco Hara píše o „dvoumotorových bombardérech“. Japonské torpédoborce přepluly ústí zálivu Vella a přiblížily se k pobřeží Kolombangary. Pak se otočily na západ a mířily zase zpět ke konvoji. V 0:29 japonské hlídky zpozorovaly americké torpédoborce a téměř zároveň americký radar zachytil přítomnost Japonců. Hrozilo, že se americké torpédoborce dostanou ke konvoji dříve, než jim v tom Idžúinovy lodě dokáží zabránit. Podle všeho ale Ryan nejevil o konvoj zájem a soustředil se na japonské torpédoborce. Obě strany plánovaly provést útok torpédy. V 0:40 shodil japonský průzkumný letoun světlice nad americkými torpédoborci, čímž uhasla naděje na překvapivý torpédový útok.
Ryan obrátil své torpédoborce na západ. Rovněž Idžúinovy jednotky přešly na západní (respektive severozápadní) kurz a Idžúin nařídil torpédový útok. Hara na Šigure odhadoval vzdálenost na více než 10 000 metrů, což pravděpodobnost zásahu značně snižovalo. Přesto Japonci vypustili mezi 0:52 až 0:55 (podle Hary), respektive mezi 0:46 až 0:55 (podle O'Hary) celkem 31 torpéd a poté zahájili palbu ze svých 127mm děl. V 0:58 vystřelil čtyři torpéda i Chevalier (poslední loď v americké linii) a rovněž Američané zahájili dělostřelbu. Ani na jedné straně se ale nepodařil nějaký významnější zásah a všechna torpéda minula.
Kolem 1:00 zaznamenal radar na Hamakaze kontakt, který byl interpretován jako další blížící se nepřátelské jednotky. Ve skutečnosti šlo ale pravděpodobně o vlastní konvoj. Krátce po 1:00 obě bojové formace zamířily na severozápad a Isokaze vypustil další torpéda. V 1:21 Američané pronásledování vzdali a obrátili se zpět k jihovýchodu. Souboj byl u konce.
Na japonské straně byl pouze v 1:12 lehce poškozen Isokaze blízkými dopady granátů, které zranily několik mužů posádky a založily malé požáry. Rovněž Hamakaze byl lehce poškozen. Jednotlivé lodě konvoje se většinou stihly ukrýt u severního pobřeží Vella Lavelly. Američané si nárokovali potopení dvou stíhačů ponorek, dvou torpédových člunů a jedné daihacu. Podle Hary ale Japonci přišli pouze o dvě daihacu, zatímco podle O'Hary byly ztraceny dva pomocné stíhače ponorek: č. 5 a č. 12. Jejich ztrátu k datu 18. srpna 1943 potvrzuje i Nišida.
Japonské bárky z konvoje se během následujícího dne schovávaly u pobřeží ostrova a večer vyložily všechny přepravované posily v Horaniu. Později bylo do Horania evakuováno 9000 mužů z Kolombangary.